# جسر الصداقة الدولي
تم بناء جسر الصداقة الدولي ، أو ببساطة جسر الصداقة ، بين سنة 1959 وسنة 1965 . يربط بين مدينة فوز دو إيغواسو في البرازيل وسيوداد ديل إستي في باراغواي، يعبر نهر بارانا.
كان المكان الذي توجد فيه القناة بين Sete Quedas (السبعة شلالات) وفوز دى ايغواسو ضيقًا وعميقًا ومياهه عنيفة. وصلت التغيرات في مستواها في ظل الظروف العادية (قبل بناء سد إيتايبو) إلى عشرة أمتار في 36 ساعة، نظرًا للتغير السريع في علو الماء لنهر بارانا، تم تحديد أن الجسر يجب أن يعلو 18 مترًا فوق مستوى الماء في الفيضانات الكبيرة.
نهر بارانا، بسبب امتداده القاري حوالي 4500 كلم، يحدث فيه فيضانين في العام، الأول بين حزيران وتموز والثاني في نهاية العام، بين تشرين الثاني وكانون أول. لا علاقة له لاختلاف المواسم، ولكن نتيجة هطول الأمطار الغزيرة في المناطق الكثيرة التي يمر فيها. أكبر فيضان سجل عام 1905، عندما وصل مستوى المياه إلى 30 مترًا فوق المستوى الطبيعي.
بسبب بناء الجسر، نشأت تجارة التصدير والاستيراد في مدينة فوز دو إيغواسو. بدأ بناء مدينة بويرتو ستروسنر، التي تسمى حاليا Ciudad del Este ، سويداد دل استى التي هي ثاني أكبر تجمع سكني في الباراغواي وثالث أكبر منطقة تجارة حرة في العالم، بعد ميامي وهونغ كونغ. زبائنها هم في الغالب برازيليون (وأرجنتينيون بدرجة اقل بكثير), تجذبهم الأسعار المنخفضة للمنتجات المباعة في المدينة.

## التاريخ

الرئيسان كاستيلو برانكو وألفريدو ستروسنر أثناء افتتاح الجسر عام 1965. المحفوظات الوطنية.

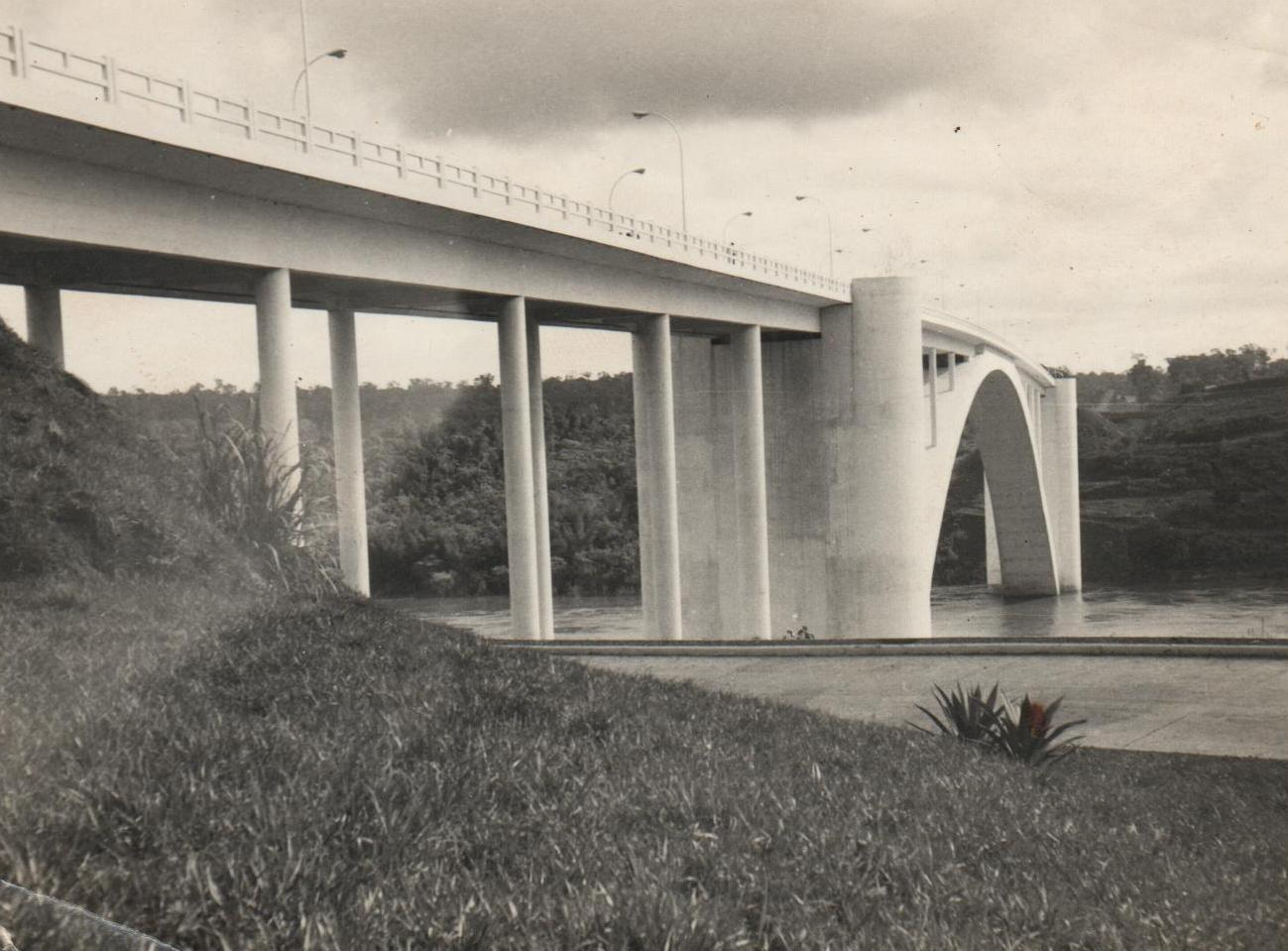
جسر الصداقة عام 1965

تم التوقيع على معاهدة بناء الجسر في 29 مايو 1956 من قبل حكومتي البرازيل والباراغواي. في 14 نوفمبر 1956، تم إنشاء اللجنة المسؤولة عن المشروع وتنفيذ الأعمال. كان الجسر، وقت بنائه في عام 1962، رقما قياسيا عالميا لطول جسر من خرسانة مسلحة بقوس طوله 290 مترا
Categoria:!Artigos que carecem de notas de rodapé
 Sem Tema
تم تحديد الموقع من بين خمس نقاط تعتبر مُثُلًا تم تحديدها بعد تنفيذ الدراسات الهيدرولوجية لنظام نهر بارانا خلال فترة عشرين عامًا (رقم قياسي آخر).
Categoria:!Artigos que carecem de notas de rodapé
 Sem Tema
أرقام القياسات اظهرت عظمة العمل. بلغت مساحة المنطقة التي تم مسحها للبناء أي المساحة لعمل قاعدة للجسر 870 ألف كيلومتر مربع. هذا يعني أنه كان من الضروري مسح منطقة أكبر من شبه الجزيرة الأيبيرية
Categoria:!Artigos que carecem de notas de rodapé
 Sem Tema
تم افتتاح جسر الصداقة الدولي في 27 مارس 1965 من قبل كاستيلو برانكو، رئيس البرازيل وألفريدو ستروسنر، رئيس الباراغواي.
Categoria:!Artigos que carecem de notas de rodapé
 Sem Tema

## التدابير والهيكل

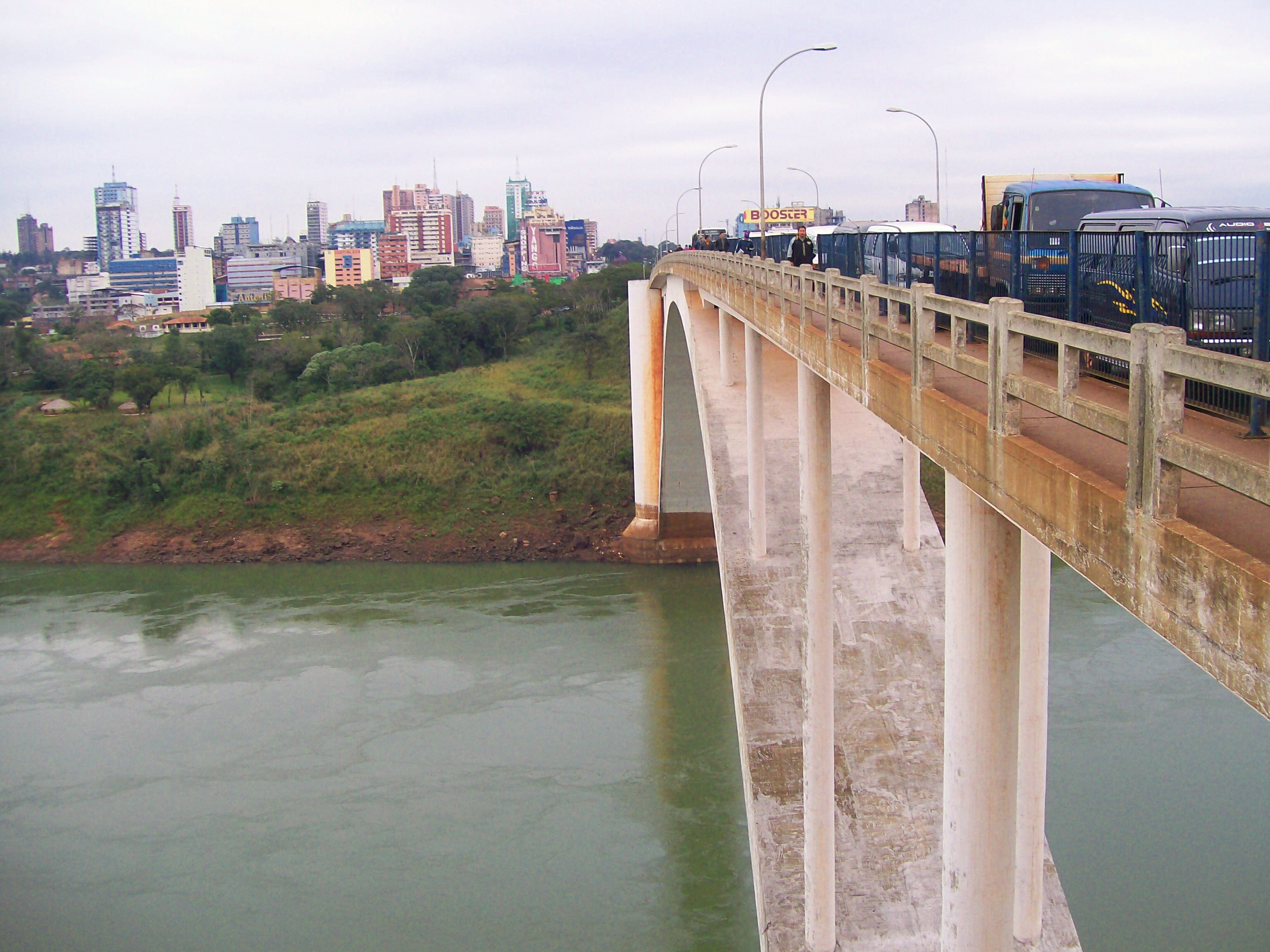
Ciudad del Este ، منظر من هذا جسر الصداقة.

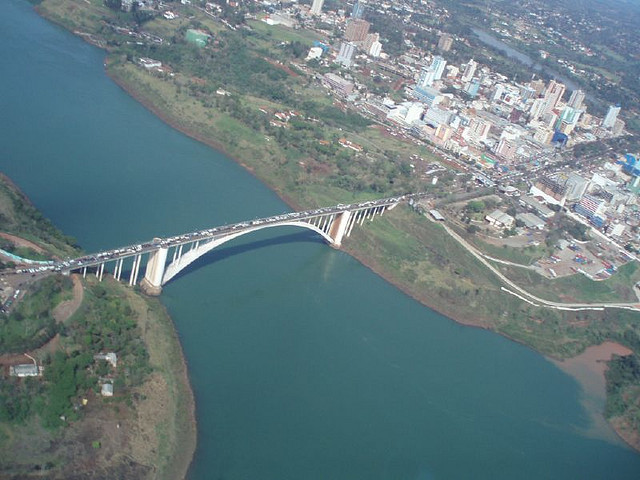
صورة جوية للهيكل.

تم البحث عن الهياكل والمواد المعدنية في ساو باولو وفولتا ريدوندا وريو دي جانيرو. لبناء القوس لدعم العمل، قامت شركة Companhia Siderúrgica Nacional ، من فولتا ريدوندا، بإنشاء إطار من الصلب الكربوني بطول 157300 متر ويزن 1200 طن. تم تجميع الهيكل الفولاذي الهائل في مدينة Volta Redonda واختباره وتفكيكه ليتم نقله إلى وجهته على بعد 1700 كيلومتر (لصعوبة الطرقات في أواخر الخمسينيات وأوائل الستينيات). كان هذا يمثل تحديًا كبيرًا في ذلك الوقت.
Categoria:!Artigos que carecem de notas de rodapé
 Sem Tema

### قناة
بسبب الأمطار، وسرعة المياه الكببرة، وضيق القناة وعمقها (حوالي 71 مترًا في وقت الفيضانات ولا يقل عن 28 مترًا)، فإن تغيرات منسوب النهر في المكان تكون سريعة وخطرة للغاية. لذلك، اتفقوا على أن الجسر يجب أن يكون ارتفاعه 77 مترًا (وليس أقل من ذلك) من قاع النهر. خلال موسم الفيضان يجب أن يكون ارتفاعه 32 متراً فوق مستوى الماء. تتكون القناة وعمق وضفاف النهر من البازلت والسيلتيت والتي صلابتها الميكانيكية عالية جدًا. معدل تدفق الماء في المكان حوالي 2 إلى 3 أمتار في الثانية.
Categoria:!Artigos que carecem de notas de rodapé
 Sem Tema

### أعمال بناء
- الخرسانة المسلحة: 43.000 متر مكعب من الخرسانة.
- الأسمنت: 14 ألف طن.
- الصلب: 2900 طن من الفولاذ.
- الخشب: 120.000 م² للأشكال والدعامات والسقالات.
- مكعب في الخشب: 6000 متر مكعب.
- المسامير: 50 طنًا من المسامير من 20 مصنعًا في ولايات بارانا وسانتا كاتارينا وساو باولو.
- براغي من شركات التعدين في ساو باولو وميناس جيرايس وريو دي جانيرو: 12000 طن.
- أسلاك حديد: 33 طنا من SIDERURGICA جويرا دي كوريتيبا (الحالي Gerdau).
- الواح من حديد، والكابلات، والمسامير والبراغي في الجزء المعدني من القوالب: 1300 طن من COMPANHIA SIDERURGICA الوطنية.
- عدد العمال: الف رجل.
- عدد العائلات النازحة إلى الموقع: تم تثبيت 600 عائلة في Vila Operária.قرية للعمال.

وقد أزيلت الغابات من مساحة 14 هكتارا من الغابات االعذراء الأطلسية، وتم تنفيذ 139 ألف متر مربع من أعمال الحفر. لتزويد قرية العمال بمياه الشرب، تم حفر بئر ارتوازي بعمق 117 متراً. للخرسانة، كان من الضروري تركيب كسارة قادرة على إنتاج 100 متر مكعب من الحجر المكسرة يوميًا. تم أخذ الصخور من ضفاف نهر بارانا. اتوا بالرمال من قاع النهر.و الخشب المستخدم مأخوذ من غابات التي قطعوها. تم بناء العديد من مناشر الخشب في المنطقة لبناء الجسر.
Categoria:!Artigos que carecem de notas de rodapé
 Sem Tema

## كاميرا حية
جسر الصداقة
- جسر الإخوة

1. ↑  "معلومات عن جسر الصداقة الدولي على موقع babelnet.org". babelnet.org.[وصلة مكسورة]
2. ↑  "معلومات عن جسر الصداقة الدولي على موقع britannica.com". britannica.com. مؤرشف من الأصل في 2020-09-27.
3. ↑  "معلومات عن جسر الصداقة الدولي على موقع structurae.net". structurae.net. مؤرشف من الأصل في 2021-05-26.